# Xynobius tenuicornis
Xynobius tenuicornis är en stekelart som först beskrevs av Thomson 1895.  Xynobius tenuicornis ingår i släktet Xynobius och familjen bracksteklar. Inga underarter finns listade i Catalogue of Life.